# Strana evropských socialistů
Strana evropských socialistů je evropská politická strana zahrnující sociálnědemokratické a labouristické strany vzniklá roku 1992. PES tvoří většinu Pokrokového spojenectví socialistů a demokratů (S&D), což je politická skupina Evropského parlamentu.
Členy jsou strany těchto politických orientacích ze zemí Evropské unie a Norska. Předsedou PES je Stefan Löfven. V Evropském parlamentu v eurovolbách 2009 ztratila 54 křesel, když získala 161 poslanců (2. nejsilnější frakce). Oficiální barvou strany je červená.
Tradičně nejsilněji jsou zastoupeny strany z Francie (PS), Německa (SPD),Švédska (A-SD) a Španělska (PSOE). Naopak nejslabší zastoupení mají strany z Irska (LB (Ir), Lucemburska (POSL) či Slovinska (SD).
Evropští sociální demokraté hájí v Evropském parlamentu tradiční hodnoty sociálního státu, které vycházejí z principů sociálně a ekologicky orientovaného tržního hospodářství. Důraz kladou na sociální jistoty, zaměstnanost, ochranu zaměstnanců, rovnoprávnost různých společenských skupin, především žen a menšin, ochranu spotřebitele a ochranu životního prostředí v rámci trvale udržitelného rozvoje. Svoboda, bezpečnost, spravedlnost a solidarita jsou hodnotové pilíře evropských socialistů.

## Členské strany
| Země               | Český název                                       | Originální název                            | Zkratka       | Web                                                              |
| ------------------ | ------------------------------------------------- | ------------------------------------------- | ------------- | ---------------------------------------------------------------- |
| Belgie             | Vpřed                                             | Vooruit                                     | Vooruit       | vooruit.org                                                      |
| Belgie             | Socialistická strana                              | Parti socialiste                            | PS            | ps.be                                                            |
| Bulharsko          | Bulharská socialistická strana                    | Българска социалистическа партия            | БСП           | bsp.bg                                                           |
| Chorvatsko         | Sociálně demokratická strana Chorvatska           | Socijaldemokratska partija Hrvatske         | SDP           | sdp.hr                                                           |
| Česko              | Sociální demokracie                               | Sociální demokracie                         | SOCDEM        | socdem.cz                                                        |
| Dánsko             | Sociální demokraté                                | Socialdemokraterne                          | A             | socialdemokraterne.dk                                            |
| Estonsko           | Sociálnědemokratická strana                       | Sotsiaaldemokraatlik Erakond                | SDE           | sotsdem.ee                                                       |
| Finsko             | Sociálnědemokratická strana Finska                | Suomen Sosialidemokraattinen Puolue         | SDP           | sdp.fi                                                           |
| Francie            | Socialistická strana                              | Parti socialiste                            | PS            | parti-socialiste.fr                                              |
| Maďarsko           | Demokratická koalice                              | Demokratikus Koalíció                       | DK            | dkp.hu                                                           |
| Maďarsko           | Maďarská socialistická strana                     | Magyar Szocialista Párt                     | MSZP          | mszp.hu                                                          |
| Německo            | Sociálnědemokratická strana Německa               | Sozialdemokratische Partei Deutschlands     | SPD           | spd.de                                                           |
| Irsko              | Strana práce                                      | Páirtí an Lucht Oibre                       | Labour        | labour.ie                                                        |
| Itálie             | Demokratická strana                               | Partito Democratico                         | PD            | partitodemocratico.it                                            |
| Itálie             | Italská socialistická strana                      | Partito Socialista Italiano                 | PSI           | partitosocialista.it                                             |
| Kypr               | EDEK Socialistická strana                         | ΕΔΕΚ Σοσιαλιστικό Κόμμα                     | ΕΔΕΚ          | edek.org.cy                                                      |
| Litva              | Litevská sociálnědemokratická strana              | Lietuvos socialdemokratų partija            | LSDP          | lsdp.lt                                                          |
| Lotyšsko           | Sociálně demokratická strana "Harmonie"           | Sociāldemokrātiskā Partija "Saskaņa"        | SDPS          | saskana.eu                                                       |
| Lucembursko        | Lucemburská socialistická dělnická strana         | Lëtzebuerger Sozialistesch Aarbechterpartei | LSAP          | lsap.lu                                                          |
| Malta              | Strana práce                                      | Partit Laburista                            | PL            | partitlaburista.org/ Archivováno 6. 10. 2014 na Wayback Machine. |
| Nizozemsko         | Strana práce                                      | Partij van de Arbeid                        | PvdA          | nu.pvda.nl                                                       |
| Norsko             | Strana práce                                      | Arbeiderpartiet                             | Ap            | arbeiderpartiet.no                                               |
| Polsko             | Nová levice                                       | Nowa Lewica                                 | NL            | lewica.org.pl                                                    |
| Portugalsko        | Socialistická strana                              | Partido Socialista                          | PS            | ps.pt                                                            |
| Rakousko           | Sociálně demokratická strana Rakouska             | Sozialdemokratische Partei Österreichs      | SPÖ           | spoe.at                                                          |
| Rumunsko           | Sociálně demokratická strana                      | Partidul Social Democrat                    | PSD           | psd.ro                                                           |
| Řecko              | PASOK – Hnutí za změnu                            | ΠΑΣΟΚ – Κίνημα Αλλαγής                      | ΠΑΣΟΚ – ΚΙΝΑΛ | pasok.gr                                                         |
| Slovensko          | SMĚR – sociální demokracie (pozastavené členství) | SMER – sociálna demokracia                  | SMER-SD       | strana-smer.sk                                                   |
| Slovinsko          | Sociální demokraté                                | Socialni demokrati                          | SD            | socialnidemokrati.si                                             |
| Spojené království | Labouristická strana                              | Labour Party                                | Labour        | labour.org.uk                                                    |
| Spojené království | Sociálně demokratická a labouristická strana      | Social Democratic and Labour Party          | SDLP          | sdlp.ie                                                          |
| Španělsko          | Španělská socialistická dělnická strana           | Partido Socialista Obrero Español           | PSOE          | psoe.es                                                          |
| Švédsko            | Švédská sociálnědemokratická dělnická strana      | Sveriges socialdemokratiska arbetareparti   | SAP           | socialdemokraterna.se                                            |

## Přidružené strany
| Země                | Český název                                       | Originální název                               | Zkratka | Web                                              |
| ------------------- | ------------------------------------------------- | ---------------------------------------------- | ------- | ------------------------------------------------ |
| Albánie             | Socialistická strana Albánie                      | Partia Socialiste e Shqipërisë                 | PS      | ps.al Archivováno 3. 5. 2021 na Wayback Machine. |
| Bosna a Hercegovina | Sociálnědemokratická strana Bosny a Hercegoviny   | Socijaldemokratska partija Bosne i Hercegovine | SDP     | sdp.ba                                           |
| Bulharsko           | Strana bulharských sociálních demokratů           | Партия Български социалдемократи               | ПБС     | pbs-d.bg                                         |
| Černá Hora          | Demokratická strana socialistů Černé Hory         | Демократска партија социјалиста Црне Горе      | ДПС     | dps.me                                           |
| Černá Hora          | Sociálnědemokratická strana Černé Hory            | Социјалдемократска партија Црне Горе           | СДП     | sdp.co.me                                        |
| Island              | Sociálně demokratická aliance                     | Samfylkingin                                   | S       | samfylkingin.is                                  |
| Moldavsko           | Evropská sociálně demokratická strana             | Partidul Social Democrat European              | PSDE    | pdm.md                                           |
| Severní Makedonie   | Sociálnědemokratický svaz Makedonie               | Социјалдемократски сојуз на Македонија         | СДСМ    | sdsm.org.mk                                      |
| Slovensko           | HLAS – sociální demokracie (pozastavené členství) | HLAS – sociálna demokracia                     | HLAS-SD | strana-hlas.sk                                   |
| Srbsko              | Demokratická strana                               | Демократска странка                            | ДС      | ds.org.rs                                        |
| Švýcarsko           | Sociálnědemokratická strana Švýcarska             | Sozialdemokratische Partei der Schweiz         | SP      | sp-ps.ch                                         |
| Turecko             | Republikánská lidová strana                       | Cumhuriyet Halk Partisi                        | CHP     | chp.org.tr                                       |
| Turecko             | Strana lidové rovnosti a demokracie               | Halkların Eşitlik ve Demokrasi Partisi         | DEM     | demparti.org.tr                                  |

## Pozorovatelé
| Země         | Český název                                                 | Originální název                                          | Zkratka   | Web                                                  |
| ------------ | ----------------------------------------------------------- | --------------------------------------------------------- | --------- | ---------------------------------------------------- |
| Andorra      | Sociálnědemokratická strana                                 | Partit Socialdemòcrata                                    | PS        | partitsocialdemocrata.com                            |
| Arménie      | Arménská revoluční federace                                 | Հայ Յեղափոխական Դաշնակցութիւն                             | ՀՅԴ       | arfd.am                                              |
| Bělorusko    | Běloruská sociálně demokratická strana (Shromáždění)        | Беларуская сацыял-дэмакратычная партыя (Грамада)          | БСДП      | bsdp.org                                             |
| Bělorusko    | Běloruská sociálně demokratická strana (Lidové shromáždění) | Беларуская сацыял-дэмакратычная партыя (Народная Грамада) | БСДП (НГ) | hramada.org                                          |
| Egypt        | Egyptská sociálně demokratická strana                       | الحزب المصرى الديمقراطى الإجتماعى                         | ESDP      | egysdp.org                                           |
| Izrael       | Demokraté                                                   | הדמוקרטים                                                 | הדמוקרטים | democrats.org.il                                     |
| Kosovo       | Hnutí sebeurčení                                            | Lëvizja Vetëvendosje                                      | LVV       | vetevendosje.org                                     |
| Lotyšsko     | Lotyšská sociálnědemokratická dělnická strana               | Latvijas Sociāldemokrātiskā Strādnieku partija            | LSDSP     | lsdsp.lv                                             |
| Maroko       | Socialistický svaz lidových sil                             | الاتحاد الاشتراكي للقوات الشعبية                          | USFP      | usfp.ma                                              |
| Palestina    | Fatah                                                       | فتح                                                       | فتح       | fateh.ps Archivováno 21. 4. 2016 na Wayback Machine. |
| Rumunsko     | PRO Rumunsko                                                | PRO România                                               | PRO       | proromaniaonline.ro                                  |
| San Marino   | Strana socialistů a demokratů                               | Partito dei Socialisti e dei Democratici                  | PSD       | socialistiedemocratici.sm                            |
| Severní Kypr | Republikánská turecká strana                                | Cumhuriyetçi Türk Partisi                                 | CTP       | ctp-bg.org                                           |
| Srbsko       | Strana svobody a spravedlnosti                              | Странка слободе и правде                                  | CCП       | ssp.rs                                               |
| Tunisko      | Demokratické fórum pro práci a svobody                      | التكتل الديمقراطي من أجل العمل والحريات                   | FDTL      | ettakatol.org                                        |

## Prezidenti
| Prezident | Prezident            | Stát               | Politická strana                                   | Termín        | Termín        |
| --------- | -------------------- | ------------------ | -------------------------------------------------- | ------------- | ------------- |
| 1.        | Wilhelm Dröscher     | Německo            | Sociálnědemokratická strana Německa (SPD)          | duben 1974    | leden 1979    |
| 2.        | Robert Pontillon     | Francie            | Socialistická strana (PS)                          | leden 1979    | březen 1980   |
| 3.        | Joop den Uyl         | Nizozemsko         | Strana práce (PvdA)                                | březen 1980   | květen 1987   |
| 4.        | Vítor Constâncio     | Portugalsko        | Socialistická strana (PS)                          | květen 1987   | leden 1989    |
| 5.        | Guy Spitaels         | Belgie             | Socialistická strana (PS)                          | únor 1989     | květen 1992   |
| 6.        | Willy Claes          | Belgie             | Socialistická strana - jinak (SP)                  | listopad 1992 | říjen 1994    |
| 7.        | Rudolf Scharping     | Německo            | Sociálnědemokratická strana Německa (SPD)          | březen 1995   | květen 2001   |
| 8.        | Robin Cook           | Spojené království | Labouristická strana                               | květen 2001   | duben 2004    |
| 9.        | Poul Nyrup Rasmussen | Dánsko             | Sociální demokraté (SD)                            | duben 2004    | listopad 2011 |
| 10.       | Sergej Stanišev      | Bulharsko          | Bulharská socialistická strana (БСП)               | listopad 2011 | říjen 2022    |
| 11.       | Stefan Löfven        | Švédsko            | Švédská sociálnědemokratická dělnická strana (SAP) | říjen 2022    | úřadující     |